# Téléphérique de Faito
Le téléphérique de Faito est situé sur le territoire de Castellamare di Stabia dans la province de Naples en Italie et relie la station balnéaire à 6 mètres d'altitude au Mont Faito à 1 093 mètres. La ligne a été ouverte en 1952.

## Description
Le téléphérique du Mont Faito est constitué d'un tronçon unique de téléphériques à va-et-vient indépendants.
Cette ligne, ouverte en 1952, mesure 2 945 mètres et possède trois pylônes intermédiaires. Elle relie la gare située au centre-ville de la station balnéaire de Castellamare di Stabia à 9 mètres au Mont Faito à 1 093 mètres d'altitude, soit une dénivelée totale de 1 084 mètres. Le trajet s'effectue en 8 minutes à la vitesse de 7,5 m/s dans une cabine pouvant accueillir 35 passagers.
Le passage sur chacun des trois pylônes marque un changement de pente.
À l'arrivée, au sommet du Mont Faito, on peut admirer un paysage fantastique avec en premier plan la baie de Naples et le Vésuve. Le Mont Faito offre plusieurs parcours de randonnées dans des forêts de hêtraies très réputées dont certains arbres centenaires mesurent plus de 6 mètres de périmètre. Le Mont Faito abrite aussi des forêts de chêne vert et de châtaigniers, une variété de plantes et fleurs rares et préservées comme les Orchis à un bulbe, Épipogon sans feuilles et autres Pteridophyta.
Selon la tradition, sur le Mont Faito, au VIe siècle, les saints Catello di Castellamare et Antonin de Sorrente, ont vu une apparition de l'Archange Michel.
Au XVIIIe siècle, la montagne a beaucoup été exploitée pour ses abondantes ressources en bois de valeur. C'est grâce aux revenus de cette ressource première qu'en 1783, le roi Ferdinand Ier, roi des deux Siciles, finança la construction à Castellammare di Stabia d'un chantier naval. Une autre ressource naturelle était exploitée sur la montagne, la production de glace. pendant l'hiver, bien plus rigoureux au XVIIIe siècle, les habitants creusaient de larges fossés qu'ils remplissaient de couches de neige entrecoupées de feuilles qui gelaient afin de récupérer la glace durant l'été pour conserver les denrées périssables.
Le tourisme a changé radicalement la vie des résidents du Mont Faito avec son développement exponentiel après la seconde guerre mondiale, avec la construction de nombreux hôtels et résidences secondaires. En 1950, le nouveau sanctuaire de l'Archange Saint Michel est inauguré, et en 1952, le téléphérique est mis en service.

## Histoire
Le téléphérique de Faito a été mis en service le 24 août 1952 dans le seul but de transporter les touristes entre le centre ville balnéaire de Castellamare di Stabia et le sommet du Mont Faito. La gare de départ est placée tout près de la gare ferroviaire de la ligne Circumvesuviana, entre Naples et Sorrente pour assurer une correspondance aisée aux voyageurs.
En 1960, le 15 août, jour de Ferragosto, jour de fête traditionnel italien, eut lieu le premier accident que la ligne ait connu. Au passage du premier pylône du bas, la cabine descendante, se décrocha, tomba sur la voie ferrée en faisant quatre morts. La cause aurait pour origine le vitesse excessive,. Après cet accident, l'installation a été remise en état et les deux cabines remplacées.
En 1988, de gros travaux de rénovation sont entrepris, financés par la  Région Campanie et le Ministère des Transports pour un total d'environ 3,5 milliards de £ires (soit après conversion : 661 millions €uros de 2020). L'installation a été rouverte en 1990: la principale caractéristique pour le grand public sont les deux nouvelles cabines dans leur livrée gris avec des lignes rouge et le logo de la compagnie publique de transports Circumvesuviana.
Avec la reprise d'activité de la saison en mars 2019, une nouvelle livrée fait son apparition avec un nouveau logo propre à la ligne de téléphérique, une sorte de triangle qui symbolise la mer à la base, la montagne sur un côté et le téléphérique sur l'autre côté.
Le téléphérique de Faito est ouvert au public quotidiennement du mois de mars à novembre de chaque année ainsi que les week-ends jusqu'à l'Épiphanie (6 janvier).
Un accident s’est produit le 17 avril 2025 alors qu’une cabine avec 11 passagers à bord était toute proche de la ville. L’autre avec 5 personnes, dont quatre touristes et un accompagnateur, se trouvait au-dessus d’un précipice. Les 11 passagers de la première cabine ont tous été rapidement secourus, mais le mauvais temps et le brouillard en altitude ont empêché de secourir rapidement les passagers de la seconde cabine. En début de soirée, elle s’est écrasée contre un pylône. Selon plusieurs médias italiens, quatre personnes sont mortes.

## Fréquentation
En 2019, il a transporté près de 100 000 visiteurs[source insuffisante].